# Vevelstad
Vevelstad là một đô thị ở hạt Nordland, Na Uy.
Vevelstad đã được tách khỏi Tjøtta ngày 1 tháng 7 năm 1916.
Đô thị Vevelstad nằm ở giữa Na Uy, có núi và các fjord bao quanh. Đô thị này (ban đầu là 1 giáo khu) được đặt tên theo nông trang cũ Vevelstad (tiếng Na Uy Cổ Vifilsstaðir) do nhà thờ đầu tiên đã được xây ở đó. Tiếp đầu ngữ là sở hữu cách của tên gọi nam giới Na Uy Vifill, tiếp vĩ ngữ là staðir 'tran trại, thôn trang'.
Huy hiệu được sử dụng từ năm 1992.